# ZAS (álbum)
ZAS es el primer disco de la banda argentina de rock Miguel Mateos/ZAS editado en 1982.

## Sencillos
• Va por vos, para vos
• Qué esperas que no lo haces
• Ochentango

## Lista de canciones
1. Cuando uno ama en serio (2:45)
2. Va por vos, para vos (5:00)
3. Luces en el mar (3:00)
4. Las cartas de Laura (3:40)
5. Todo está bien (3:21)
6. Ochentango (3:44)
7. Lástima nena (3:24)
8. Qué esperas que no lo haces (2:59)
9. El agujero del universo (3:08)
10. Dani, se escapó (3:26)
11. Un poco más cerca está el amor (3:45)
12. Hijos del rock 'n roll (3:26)

## Músicos
- Miguel Mateos: voz principal y coros, sintetizadores y piano eléctrico
- Ricardo Pegnotti: guitarra eléctrica y coros.
- Fernando Lupano: bajo.
- Alejandro Mateos: batería y coros.

## Datos adicionales
- Arreglos: Zas.
- Fotografías: Graciela Beccari.
- Diagramación y arte: Juan Carlos Ávalos y Graciela Beccari.
- Las canciones fueron compuestas por Miguel Mateos.
- Los temas han sido grabados en los estudios MH (Music Hall).